# Andrzej Lubieniecki (zm. 1556)
Andrzej Lubieniecki herbu Rola (zm. w 1556 roku) – wojski kruszwicki do 1556 roku, wojski brzeskokujawski od 1540 roku, pisarz ziemski brzeskokujawski w latach 1521-1534, podstoli królowej Barbary Radziwiłłówny w latach 1548-1551, jej dworzanin 6-konny, dworzanin królewski do 1551 roku.